# Dororo
Dororo (どろろ) és un manga de fantasia fosca i acció escrit i il·lustrat pel mangaka Osamu Tezuka. El record de la infància de Tezuka dels seus amics pronunciant dorobō (どろぼう, "lladre") com a dororo va inspirar el títol de la sèrie. Es va publicar per primera vegada al Weekly Shōnen Sunday de Shogakukan entre l'agost de 1967 i el juliol de 1968, abans de ser cancel·lat. El manga es va concloure a la revista Bōken'ō d'Akita Shoten el 1969.
Té una adaptació televisiva d'anime de 26 capítols produïda per Mushi Productions i es va emetre l'any 1969. L'anime té la distinció de ser la primera entrada del que ara es coneix com la sèrie World Masterpiece Theatre (Calpis Comic Theatre en aquell moment). Dororo també es va portar al cinema en una pel·lícula d'acció en viu el 2007. Una segona adaptació de la sèrie d'anime de 24 episodis de MAPPA i Tezuka Productions es va emetre de gener a juny de 2019.

## Sinopsi
Dororo és un manga d'acció i fantasia fosca que gira al voltant de les vides d'un rōnin anomenat Hyakkimaru (百鬼丸) i un jove orfe lladre anomenat Dororo (どろろ) durant el període Sengoku. Hyakkimaru va néixer mal format, sense òrgans interns, sense extremitats i sense trets facials perquè el seu pare, el daimio Daigō Kagemitsu, va segellar un pacte amb quaranta-vuit yōkais perquè el seu territori sigui pròsper.

## Personatges
- Hyakkimaru: Significa «cent dimonis», «maru» és una terminació clàssica de noms japonesos, és el personatge principal. Neix completament deforme a conseqüència del pacte del seu pare amb els yōkais.
- Dororo: Petit i insolent lladregot que s'autoanomena «el millor lladre del Japó».
- Daigō Kagemitsu: Pare d'en Hyakkimaru, qui segella un pacte amb quaranta-vuit yōkais per poder governar al país. En néixer el seu fill l'abandona al riu.